# Majdan Sopocki (gromada)
Majdan Sopocki – dawna gromada, czyli najmniejsza jednostka podziału terytorialnego Polskiej Rzeczypospolitej Ludowej w latach 1954–1972.
Gromady, z gromadzkimi radami narodowymi (GRN) jako organami władzy najniższego stopnia na wsi, funkcjonowały od reformy reorganizującej administrację wiejską przeprowadzonej jesienią 1954 do momentu ich zniesienia z dniem 1 stycznia 1973, tym samym wypierając organizację gminną w latach 1954–1972.
Gromadę Majdan Sopocki z siedzibą GRN w Majdanie Sopockim (obecnie są to dwie wsie: Majdan Sopocki Pierwszy i Majdan Sopocki Drugi) utworzono – jako jedną z 8759 gromad na obszarze Polski – w powiecie tomaszowskim w woj. lubelskim na mocy uchwały nr 16 WRN w Lublinie z dnia 5 października 1954. W skład jednostki weszły obszary dotychczasowych gromad Majdan Sopocki I, Majdan Sopocki II, Nowiny, Podrusów i Oseredek ze zniesionej gminy Majdan Sopocki w tymże powiecie. Dla gromady ustalono 22 członków gromadzkiej rady narodowej.
29 lutego 1956 z gromady Majdan Sopocki wyłączono kolonię Czarny Las, włączając ją do gromady Stanisławów w powiecie biłgorajskim w tymże województwie.
1 stycznia 1960 do gromady Majdan Sopocki włączono obszar zniesionej gromady Ciotusza Nowa w tymże powiecie.
Gromada przetrwała do końca 1972 roku, czyli do kolejnej reformy gminnej.